# Route régionale 694 (Finlande)
Pour les articles homonymes, voir Route 694.
La route régionale 694 (finnois : Seututie 694) ou route de Törnävä (finnois : Törnäväntie) ou encore route de Seinäjoki (finnois : Seinäjoentie) est une route régionale allant de Seinäjoki à Virrat en Finlande.

## Description
La Seututie 694 s'étend de Virrat à Seinäjoki. 
La route est gérée conjointement par les centres ELY de Pirkanmaa et de l'Ostrobotnie du Sud. 
Au nord, la route régionale 694 se confond avec la route régionale 701. 
À son extrémité sud de Virrat, la route est reliée à la route nationale 23.